# فيلا دي براتولينو

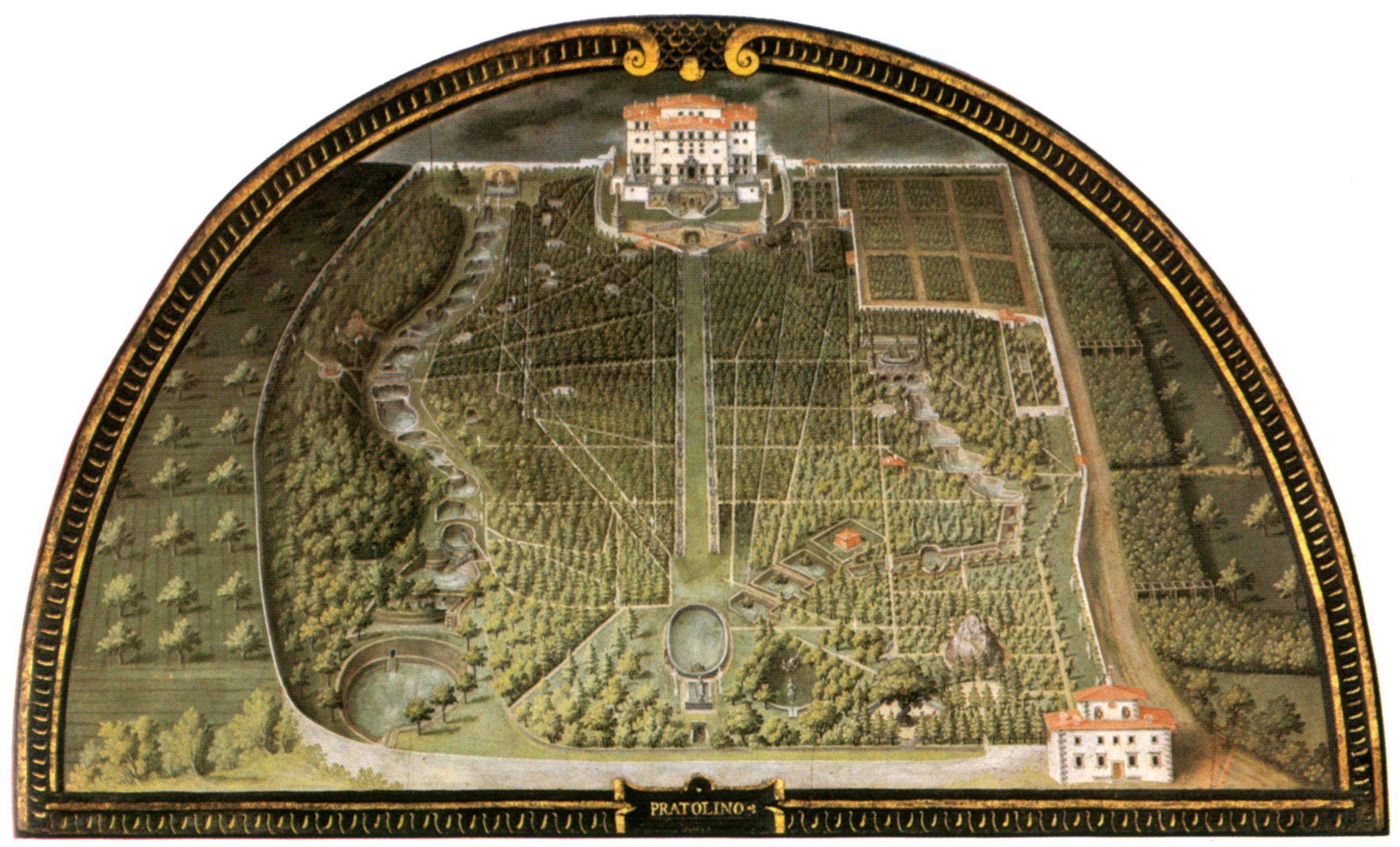
رسمة من قبل جوستو أوتنس رسمها عام 1599، تقع حديقة براتولينو في النصف السفلي من اللوحة

فيلا دي براتولينو هي فيلا في فاغليا، توسكانا، إيطاليا. كانت ملكا لعائلة ميديشي فهي إحدى فيلات ميديتشي. تم هدم معظمها في عام 1820. بقاياها الآن جزء من فيلا ديميدوف، والتي على بعد 12 كم شمال فلورنسا، وهي من الطريق الرئيسي إلى بولونيا.

## التاريخ
بنيت الفيلا من قبل فرانشيسكو دي ميديشي، دوق توسكانا الكبير، في جزء منه لإرضاء عشيقته البندقية، وهي بيانكا كابيلو. وقد تم تصميم الفيلا والحدائق من قبل المهندس المعماري برناردو بونتالنتي، الذي قام ببنائها من 1569 إلى 1581. وفي عام 1579 تم إعداد لعرس فرانشيسكو لبيانكا كابيلو مع انه لم يكن مكتمل
وبحلول سبتمبر 1568 كان قد جمع فرانشيسكو معظم ممتلكات عائلة ميديشي للانتقال لفيلا دي براتولينو وبدأ البناء في الربيع التالي.
وقد وضعت حديقة براتولينو على طول مستقيم تماماً أسفل المنحدر محور يمر من خلال وسط الفيلا، التي بنيت في منتصف الطريق. ومنذ ذلك الوقت لغاية الآن لا يزال الزائر يمشي تحت قوس التبريد من نافورة الطائرات

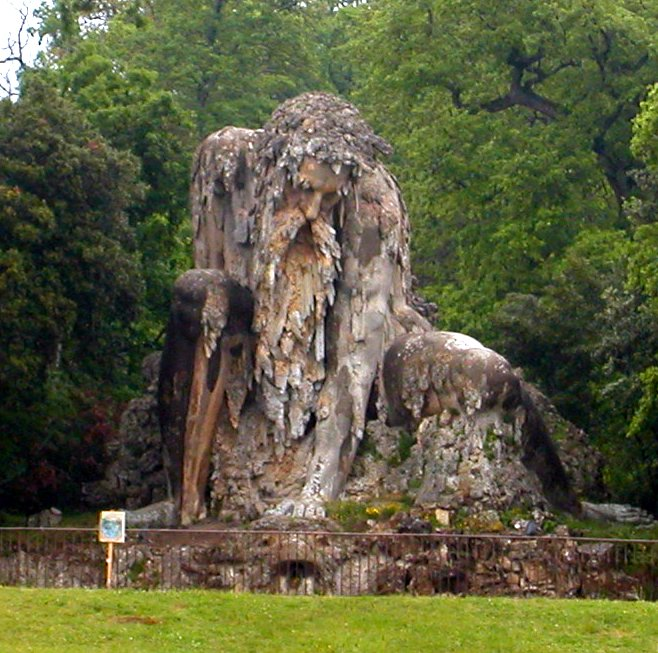
تمثال أبنين كولوسوس في حديقة براتولينو من قبل جوفاني دا بولونيا

ميشيل دي مونتين كان أحد أوائل الزوار الذين تركوا وصف براتولينو، رأى ميشيل فيلا براتولينو في عام 1581، وبعض الناس اعتبروا أنه قد تم بناؤه من قبله، وقيل انه يعتقد عند زيارته لفيلا ديستي، نشر وصف طويل عنه من قبل فرانشيسكو دي فيري عام 1586.ستة محفوظات كانت محفورة من قبل ستيفانو ديلا بيلا في منتصف القرن 17 في الفيلا، كما فيلات ميديتشي الأخرى لديها.
على الرغم من أن الفيلا ونوافيرها تم الاحتفاظ بها لكن بعد وفاة فرانشيسكو كانت مهجورة. في القرن الثامن عشر تم إزالة بعض منحوتاتها لتزيين حدائق بوبولي، وترك المكان ليتراجع في الاضمحلال. وبحلول عام 1798، كان الزائر الألماني معجبا بالخراب الرومانسي. قرر الدوق الأكبر فرديناند الثالث الاستفادة من الأراضي الضخمة؛ ففي عام 1820 قرر هدم الفيلا، ثم تم إعادة تصميم الحديقة بطريقة بريطانية وأصبحت حديقة براتولينو واحدا من الحدائق الأكثر رومانسية من أي وقت مضى في توسكانا. في عام 1872 تم بيع الحديقة من قبل ورثة ليوبولد الثاني، دوق توسكانا السابق، إلى الأمير بافل بافلوفيتش ديميدوف الذي استعاد باغريا وفيلا ديميدوف ودي براتولينو. وقد ورث الملكية في نهاية المطاف من قبل الأمير بول يوغسلافيا. 
في وقت لاحق تم شراء الحديقة من قبل مقاطعة فلورنسا ليتم الحفاظ على الحديقة وفتحها امام الناس
وتتجسد التماثيل المعقدة للحديقة في تمثال «أبنينو» (1579-1580)، وهو تمثال ضخم من جوفاني دا بولونيا، والذي بدأ في بعمله بحيث ينبثق من الصخور المقببة التي كانت تحيط به ويجتمع مرة واحدة مع الكهوف المتعددة الموجودة داخله ومع المياه بحركتها الأوتوماتيكية، حيث تعتبر من الفن المذهل الذي يقوم بتقليد الطبيعة الوعرة

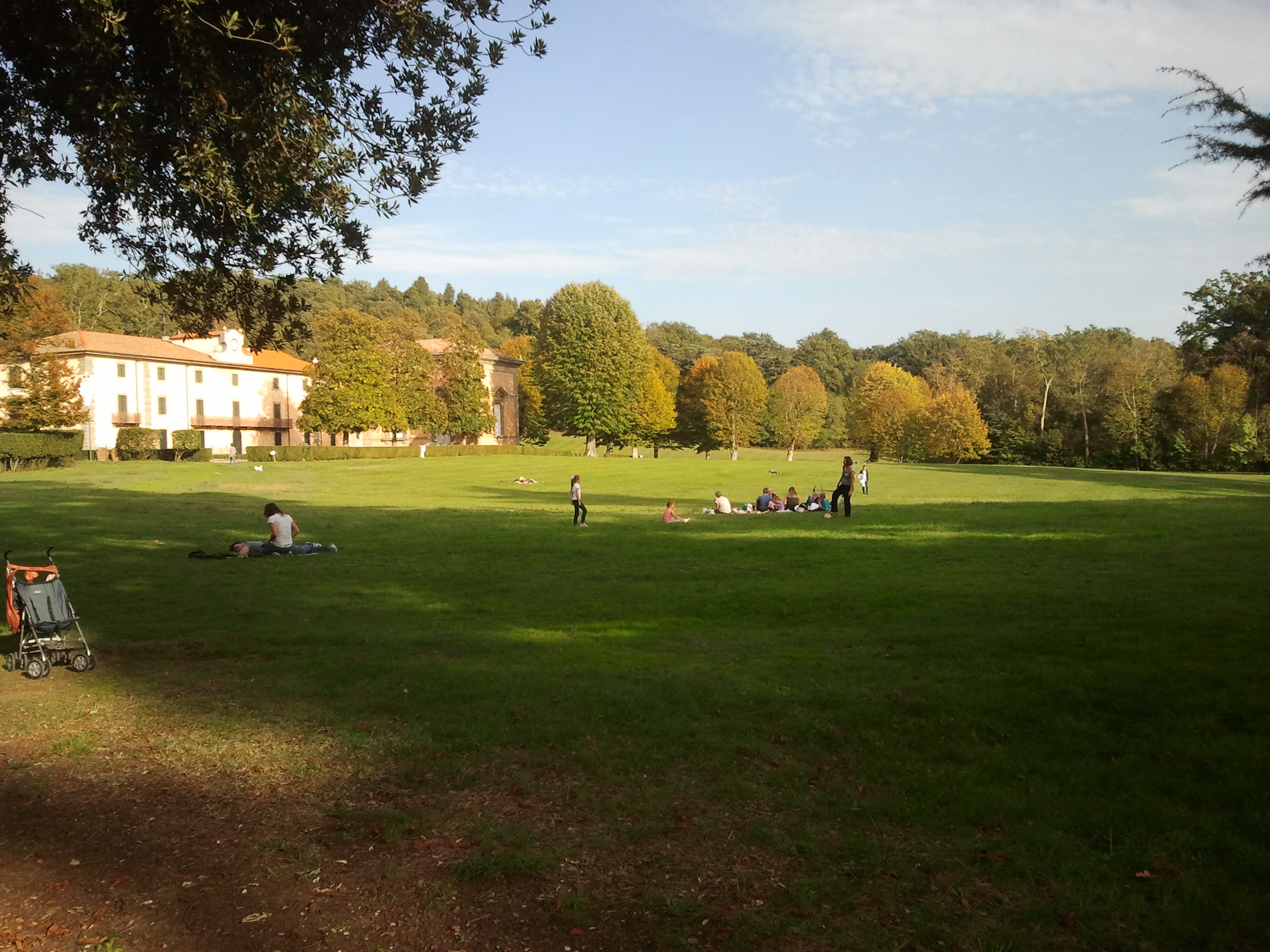
حديقة براتولينو وفيلا ديميدوف، والتي هي من فيلا دي براتولينو